# ルリジサ
ルリジサ（瑠璃苣; 学名: Borago officinalis）は、ムラサキ科の植物で、ハーブの一種。標準和名はルリヂシャ。チシャ（苣）はレタス（キク科）の意味。別名で、ルリジサ、ルリチシャ、ボリジ、ボラゴソウチシャとよばれる。
英名はボリジ（英: Borage）。これは属名にもなったラテン語名ボラゴ Borago に由来し、これはさらにアラビア語で「汗の父」（発汗作用を表す）を意味する語に由来する。あるいは一説に、イタリア語、フランス語で「綿毛」を意味する単語「burra」に由来する。
原産地は南ヨーロッパ。
リンネの『植物の種』(1753年) で記載された植物種の一つである。

## 特徴
全草が白い毛でおおわれ、とくに楕円形のくすんだ緑色の葉は触ると痛いほどの細かな毛がある。花はマドンナブルーと呼ばれる青色で、星形の花を咲かせる（まれに白、ピンクもある）。

## 栽培
春に直まきで播種し、初夏から秋にかけて収穫する。畑に筋まきし、発芽したら生長を見ながら間引きして育て、最終的に株間を30センチメートル (cm) ほどあける。草丈が20 cmくらいで、ぼかし肥や鶏糞などで追肥を行う。収穫期は初夏から始まり、葉をつまんで収穫する。

## 利用

### 食用・薬用
ルリジサの花はスープやサラダの付け合わせに用いられる。また、花は飲み物の飾りや、卵白を塗ってグラニュー糖をかけた砂糖漬けで、デザートに使う。白い産毛が生えた肉厚の葉は、キュウリに似た風味を持ち、生でサラダにする。治療にも用いられ、バンクスの本草書には腫瘍を消滅させる効果があると記載されている。
人を奮励させる強壮効果があり、ワインと一緒に飲むと気力が沸いてくると言われた。古代の詩などでも、ルリジサが気分を高揚させると歌われており、ディオスコリデスやプリニウスもその効能に注目した。中世には騎士が自らの闘志を高めるためルリジサを煎じたハーブティーをよく飲んだ。人を勇気付けるという効果は決して思いこみではなく、現代的な科学によって、恐怖やストレスに対してアドレナリンを分泌させ、鬱などに効能があることが確認されている。
その他、フランスではルリジサの葉と花を素材に作る煎じ薬が解熱への対策として作られ、効果を発揮している。また花をハチが好むため、蜂蜜の製造の手助けとしても栽培されている。
カルペパーは次のように勧めている。
『おもに強壮薬として用いられ、長患いで弱っている人に効く。疲弊している人の心の憂さを晴らし、気分を引き立てる。のぼせやすい人、しばしば欲情に悩まさせる人にも効く。』

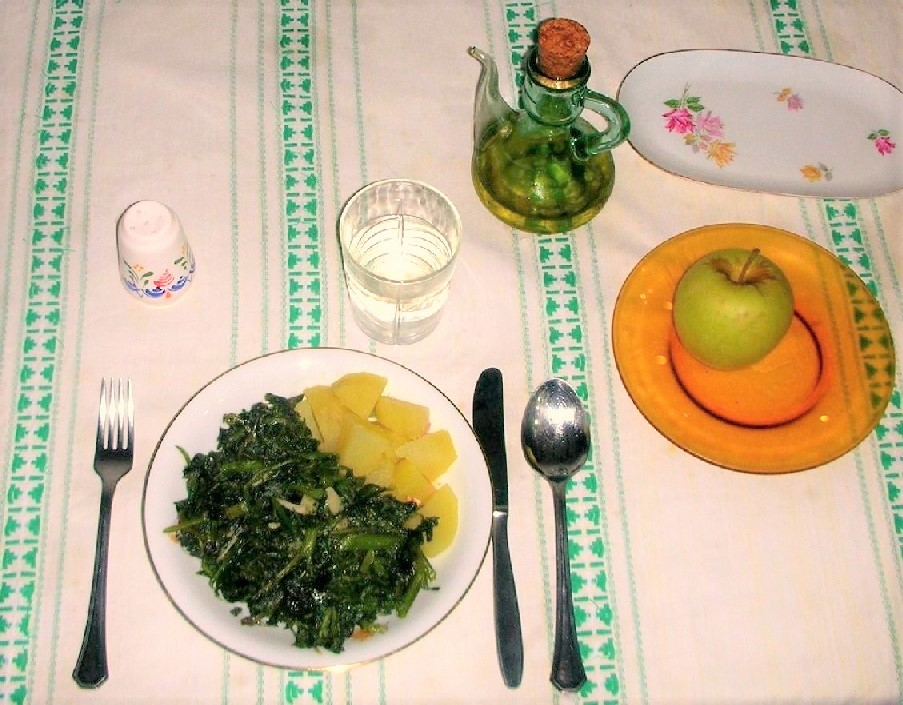
ルリジサを茹でてニンニクでソテーしたものがスペインのアラゴン料理で食べられている

### 染料
ルリジサは美術においても重宝された。画家達は、ルリジサの花弁から採れる汁を使ってマドンナブルーと呼ばれる色を作り、聖母マリアの衣服を塗った。

### コンパニオンプランツ
イチゴのコンパニオンプランツとして利用できる。

### 油脂
種子から抽出した油（ボリジオイル、ボラージオイル）はキャリアオイルやサプリメントとして利用されている。